# Északi összetett a 2014. évi téli olimpiai játékokon
A 2014. évi téli olimpiai játékokon az északi összetett versenyszámait Krasznaja Poljanában rendezték február 12. és 20. között. Összesen három versenyszámban osztottak érmeket.

## Naptár
Az időpontok moszkvai idő szerint (UTC+4) és magyar idő szerint (UTC+1) is olvashatóak. A döntők kiemelt háttérrel voltak jelölve.
| Dátum       | Helyi idő   | Magyar idő  | Versenyszám                                        |
| ----------- | ----------- | ----------- | -------------------------------------------------- |
| Február 12. | 13:30–14:30 | 10:30–11:30 | egyéni, normálsáncos verseny – síugrás, normálsánc |
| Február 12. | 16:30–17:30 | 13:30–14:30 | egyéni, normálsáncos verseny – sífutás, 10 km      |
| Február 18. | 13:30–14:30 | 10:30–11:30 | egyéni, nagysáncos verseny – síugrás, nagysánc     |
| Február 18. | 16:00–17:00 | 13:00–14:00 | egyéni, nagysáncos verseny – sífutás, 10 km        |
| Február 20. | 12:00–13:00 | 09:00–10:00 | csapatverseny – síugrás, nagysánc                  |
| Február 20. | 15:00–16:00 | 12:00–13:00 | csapatverseny – sífutás, 4 × 5 km                  |

## Éremtáblázat
(A rendező nemzet csapata eltérő háttérszínnel, az egyes számoszlopok legmagasabb értéke, vagy értékei vastagítással kiemelve.)
| A 2014. évi téli olimpiai játékok éremtáblázata északi összetettben | A 2014. évi téli olimpiai játékok éremtáblázata északi összetettben | A 2014. évi téli olimpiai játékok éremtáblázata északi összetettben | A 2014. évi téli olimpiai játékok éremtáblázata északi összetettben | A 2014. évi téli olimpiai játékok éremtáblázata északi összetettben | Olimpia  |
| ------------------------------------------------------------------- | ------------------------------------------------------------------- | ------------------------------------------------------------------- | ------------------------------------------------------------------- | ------------------------------------------------------------------- | -------- |
|                                                                     | Ország                                                              | Arany                                                               | Ezüst                                                               | Bronz                                                               | Összesen |
| 1.                                                                  | Norvégia (NOR)                                                      | 2                                                                   | 1                                                                   | 1                                                                   | 4        |
| 2.                                                                  | Németország (GER)                                                   | 1                                                                   | 1                                                                   | 1                                                                   | 3        |
|                                                                     |                                                                     |                                                                     |                                                                     |                                                                     |          |
| 3.                                                                  | Japán (JPN)                                                         | 0                                                                   | 1                                                                   | 0                                                                   | 1        |
|                                                                     |                                                                     |                                                                     |                                                                     |                                                                     |          |
| 4.                                                                  | Ausztria (AUT)                                                      | 0                                                                   | 0                                                                   | 1                                                                   | 1        |
|                                                                     |                                                                     |                                                                     |                                                                     |                                                                     |          |
| Összesen                                                            | Összesen                                                            | 3                                                                   | 3                                                                   | 3                                                                   | 9        |

## Érmesek
| A 2014. évi téli olimpiai játékok érmesei északi összetettben |                                                                                |         |                                                                                       |         |                                                                                     |         |
| Versenyszám                                                   | Arany                                                                          | Arany   | Ezüst                                                                                 | Ezüst   | Bronz                                                                               | Bronz   |
| Egyéni (normálsánc + 10 km)                                   | Eric Frenzel · Németország (GER)                                               | 23:50,2 | Akito Watabe · Japán (JPN)                                                            | 23:54,4 | Magnus Krog · Norvégia (NOR)                                                        | 23:58,3 |
| Egyéni (nagysánc + 10 km)                                     | Jørgen Graabak · Norvégia (NOR)                                                | 23:27,5 | Magnus Moan · Norvégia (NOR)                                                          | 23:28,1 | Fabian Rießle · Németország (GER)                                                   | 23:29,1 |
| Csapatverseny (nagysánc + 4 × 5 km)                           | Norvégia (NOR) · Jørgen Graabak · Håvard Klemetsen · Magnus Krog · Magnus Moan | 47:13,5 | Németország (GER) · Eric Frenzel · Björn Kircheisen · Fabian Rießle · Johannes Rydzek | 47:13,8 | Ausztria (AUT) · Christoph Bieler · Bernhard Gruber · Lukas Klapfer · Mario Stecher | 47:16,9 |